# Малама, Яков Дмитриевич
Яков Дмитриевич Малама (16 (28) ноября 1841, Екатеринослав — 24 декабря 1912 (6 января 1913), Санкт-Петербург) — генерал от кавалерии (1906), начальник Кубанской области и наказный атаман Кубанского казачьего войска (1892—1904), командующий войсками Кавказского военного округа (1904—1905), помощник по военной части наместника Его Императорского Величества на Кавказе (1905—1906). (№ 46 по Родословной Росписи).

## Биография
Родился 4 (16) ноября 1841 года, православный, происходил из потомственных дворян Полтавской губернии, который вел свое происхождение от «охочекомонного» полковника Андриаша Дмитриевича Маламы, внука трансильванского боярина.
Родители: Дмитрий Яковлевич Малама (1814—1846) и Екатерина Иосифовна (урожд. Нейман; 1823—1881).
Образование получил в Петровском Полтавском кадетском корпусе, из которого выпущен 13 (25) июня 1861 года корнетом, и Константиновском военном училище, после чего служил в Лубенском гусарском полку. 4 (16) ноября 1863 года произведён в поручики.
В 1868 году Малама, пройдя курс наук в Николаевской академии Генерального штаба и сдав экзамены по 2-му разряду 1 (13) ноября 1868 г., в тот же день зачислен в штаб Кавказского военного округа. 8/20 февраля того же года получил чин штабс-ротмистра, в следующем году, 17/29 мая, переведён поручиком в Генеральный штаб и назначен офицером для особых поручений в штаб Туркестанского генерал-губернатора. 10 (22) ноября 1869 г. командирован в Красноводский отряд отрядным адъютантом. В Туркестане он неоднократно принимал участие в походах против Шахрисябзских беков и Кокандского ханства, за отличия был произведён в штабс-капитаны (16 (28) февраля 1870 года) и капитаны (26 июля (7 августа) 1871 года). В 1871 г. в качестве делегата Кавказа командирован в Вену для разбора турецким судом дела об ограблении русской почты. 13 (25) марта 1872 г. назначен для поручений при штабе Кавказского военного округа. 1 (13) марта 1870 г. награждён за отличие орденом св. Станислава 3-й степени, а за труды, понесённые во время действий и занятий наших войск на юго-восточном берегу Каспийского моря — орденом св. Владимира 4-й степени (9 (21) сентября 1872 г.).
16 (28) января 1873 года Малама назначен в Высочайше разрешённую командировку с переименованием в коллежские асессоры и с сохранением прав и преимуществ, присвоенных лицам, состоящим на службе в военных чинах. 17 февраля (1 марта) 1874 г. — за отличие надворный советник; 5 (17) декабря 1874 г. возвратился из командировки и переименован в подполковники Генерального штаба. 10 (22) марта 1875 г. командирован в С.-Петербург для представления Государю Императору работ, произведённых в Турции; 30 марта (11 апреля) 1876 г. награждён орденом св. Станислава 2-й степени. 30 ноября (12 декабря) 1876 г. — и.д. начальника штаба Кавказской сводной казачьей дивизии.
С открытием в 1877 году военных действий против Турции, Малама вошёл в штаб главнокомандующего Дунайской армией и принимал непосредственное участие в разработке и проведении планов войны. За отличие 27 марта 1877 года был произведён в полковники с назначением 7 (19) июля 1877 г. приказом по действовавшему корпусу на Кавказско-турецкой границе командиром авангарда и затем — начальником штаба 2-й колонны отряда генерал-лейтенанта Девеля, штурмовавшего Карс. 17 (29) августа 1877 г. приказом по главным силам действующего корпуса назначен начальником штаба отряда генерал-лейтенанта Лазарева на Мавряк Чае.

«Особенно памятно участие Маламы в бое между Базарджикскими и Шатыр-Оглинскими высотами, где Малама проявил выдающуюся храбрость и боевую отвагу.»
— 

«Во время боя 2-го октября ему поручено было с четырьмя сотнями казаков и эскадроном драгун овладеть позицией на возвышенности, лежащей между Базарджикскими и Шатироглинскими высотами. После упорного боя, полковник Малама исполнил это поручение блестящим образом, и занял позицию настолько важную, что с занятием её сражение приняло решительный оборот в нашу пользу; позицию эту он удержал до прихода на смену его пехоты.»
— 
Кроме того, в том же году за отличия в делах против турок он был удостоен орденов св. Анны 2-й степени с мечами и св. Владимира 3-й степени с мечами и 19 ноября/1 декабря пожалован золотой саблей с надписью «За храбрость».
7 (19) января 1878  г. — начальник штаба Эриванского отряда. 22 января (3 февраля) 1878 года полковник Малама был удостоен ордена Святого Георгия 4-й степени
В воздаяние за отличие в бою с Турками на позиции между Базарджикскими и Шатыр-Оглинскими высотами, 2/14-го Октября 1877 года.
22 июня (4 июля) 1878 г. по Высочайшему повелению назначен председателем во 2-ю специальную Мало-азиатскую Комиссию для разграничения, на основании Берлинского трактата, Российских владений с турецкими. 11 (23) ноября 1878 г. пожалован персидский орден Льва и Солнца 2 степени.
По окончании военных действий Малама продолжил службу на должностях Генерального штаба, в 1879—1880 годах был начальником штаба Красноводского отряда и принимал участие в неудачном походе генерала Ломакина в Ахал-Текинский оазис. При назначении Скобелева начальником в Закаспии Малама поначалу возглавил передовой отряд в Бами; 29 мая (10 июня) 1880 года назначен в распоряжение временно командовавшего войсками Закаспийского военного отдела генерал-адъютанта Скобелева. 28 августа (9 сентября) 1880 г. назначен штаб-офицером для поручений при Его Императорском Высочестве Главнокомандующем Кавказской армией.
20 февраля (4 марта) 1881 года он был назначен командиром 6-го драгунского Нижегородского Его Величества короля Виртембергского полка. 14 (26) марта 1881 г. назначен во главе депутации от полка для присутствия при погребальной церемонии в Бозе почившего Государя Императора Александра Николаевича. 1 (13) мая 1883 г. командирован в Москву во главе делегации Кубанского казачьего войска для присутствия при Св. Короновании Их Императорских Величеств. 25 июля (6 августа) 1884 г. пожалована медаль в память Св. Коронования Императора Александра III. С 20 июля/2 августа по 1 (13) октября 1885 года командовал 1-й бригадой Кавказской кавалерийской дивизии, причем с 17/29 июля параллельно занимал должность начальника войскового штаба Кубанского казачьего войска. 6 (18) мая 1887 года Малама был произведён за отличие в генерал-майоры и 1 (13) июня 1888 года назначен старшим помощником начальника Кубанской области и наказного атамана Кубанского казачьего войска с зачислением по Генеральному штабу.
С 7 (19) февраля 1890 года Малама был начальником штаба Киевского военного округа, в каковой должности удостоился Высочайшего благоволения за отличную службу. Однако 21 марта (2 апреля) 1892 года вернулся на Северный Кавказ, где был назначен начальником Кубанской области и наказным атаманом Кубанского казачьего войска, в каковых должностях находился свыше двенадцати лет, причём уже через два года генерал Я.Д. Малама заслужил своей энергичной деятельностью Высочайшее благоволение. В это время край переживал период экономического и общественного подъёма. За атаманом закрепляется репутация достаточно либерального человека: он оказывает поддержку созданному в 1897 году «Обществу любителей истории Кубанской области» (ОЛИКО), поощряет благотворительность, при нём местная газета «Кубанские областные ведомости» публикует массу исторических, географических, этнографических материалов, правдиво отражающих жизнь казачества. Яков Дмитриевич состоял членом более двадцати различных комитетов и обществ области; будучи председателем Кубанского областного статистического комитета, он принял активное участие в подготовке и проведении первой всеобщей переписи населения. При Я. Д. Маламе было торжественно отпраздновано в 1896 г. 200-летие Кубанского казачьего войска (дата определялась «по старшинству» Хоперского полка). За это время Малама получил чин генерал-лейтенанта (14 (26) мая 1896 года) и ордена Святого Станислава 1-й степени и сербский орден Таковского креста 1-й степени (в 1890 году), Святой Анны 1-й степени (1894), Святого Владимира 2-й степени (1899) и Белого орла (1904).
Кроме этих наград, Маламе были пожалованы медали: в память царствования Императора Александра III (1896), в память священного Короновании Их Императорских Величеств (1896), медаль в память всех походов и экспедиций в Средней Азии с 1853 по 1895 гг. (1896), медаль для бывших воспитанников военно-учебных заведений, находившихся в них на воспитании в день кончины Императора Николая I (1896), медаль За труды по первой всеобщей переписи населения (1897)
С 26 октября (8 ноября) 1904 года Малама исполнял обязанности помощника Главноначальствующего гражданской частью на Кавказе и командующего войсками Кавказского военного округа, а с 24 марта (6 апреля) 1905 года состоял помощником по военной части Наместника Его Императорского Величества на Кавказе. 30 декабря 1906 (12 января 1907) года он был произведён в генералы от кавалерии и назначен членом Военного совета. Участвовал в подавлении революционного мятежа.
За свою многолетнюю плодотворную деятельность на благо Кубанского края Я. Д. Малама Высочайшим соизволением был утверждён в звании почётного гражданина города Екатеринодара, преподнесённым ему Городской думой в 1905 г.
Помимо сего, пользуясь искренней любовью всего населения области и особенно казаков, генерал Я. Д. Малама был избран почетным стариком Старокорсуновской и Пластуновской станиц Екатеринодарского отдела, Петропавловской и Баталпашинской станиц Лабинского отдела, Крымской и Славянской станиц Темрюкского отдела ККВ, а также Почетным мировым судьёй Екатеринодарского и Майкопского округов.
6 (19) декабря 1909 г. награждён орденом Святого Александра Невского. Кроме сего, пожалованы также медали за Турецкую войну 1877-78 гг. и в память Ахал-Текинской экспедиции, а также знак отличия на Георгиевской ленте за 40 лет беспорочной службы.
Жена — Елизавета Ивановна (урожд. Кузмицкая).  Дети: Вера (1887—1974, Париж; в замужестве — княгиня Эристова), Екатерина (1888—1966, Париж; в замужестве — Николич), Дмитрий (1891—1919).
Скончался Малама 24 декабря 1912 г./6 января 1913 года.

### Памяти Я. Д. Малама[8]
24 декабря [6 янв. по н.ст] в Петербурге скончался член Военного совета, бывший Начальник Кубанской области Наказный Атаман Кубанского Казачьего войска генерал от кавалерии Яков Дмитриевич Малама.
Покойный генерал большую часть своей служебной деятельности провёл в Кубанской области, занимая в ней крупные административные посты: начальника штаба Кубанского войска Старшего помощника и затем Начальника Кубанской области, в каковой области должности Я. Д. Малама состоял 10 лет.
За время своего продолжительного управления областью почивший генерал оставил в ней по себе глубокий след, способствуя всеми зависевшими от него мерами к широкому развитию культурного и экономического развития Кубанского края и его населения, как казачьего, так и иногороднего.
Постройка и открытие школ, сельское хозяйство, насаждение развитие торговли и путей сообщения — всё находило в лице интеллигентного широко одаренного природой и светлым умом администратора своё высокое покровительство и содействие.
Генерал Я. Д. Малама первый путём нравственного воздействия, в виде издания ряда гуманных циркуляров и личных собеседований, ликвидировал разбойничью и грабительскую сторону жизни кубанских горцев, в последнее время представляющих собой мирное, трудолюбивое население.
Инициативе покойного же генерала принадлежит и много симпатичных актов относительно упорядочения жизни иногороднего населения области, всегда находившего в лице его Высокопревосходительства в своих человеческих и законных требованиях могучую и сердечную помощь.
В газетной статье нет возможности перечислить все заслуги незабвенного покойника перед войском и областью, но насколько они велики, говорят за себя факты: в области нет города или станицы, где бы какое-нибудь событие общественной жизни не было связано с именем генерала Маламы.
Насколько внимательно почивший генерал относится к частной инициативе, я позволю себе привести маленький пример, который лучше всего может вообще характеризовать личность Якова Дмитриевича.
При одном из объездов области в ст. Н. генералу доложили, что казак N на 16 десятинах общественной земли, из-за которых у него с обществом впоследствии возник спор, развёл большой фруктово-виноградный сад, который теперь не желает уступить обществу безвозмездно, при чём N рисовался как захватчик общественной земли и вредный человек.
Генерал заинтересовался личностью казака и попросил показать ему сначала сад, а затем казака и садовладельца. В тот же день N был вызван и сильно взволнованным и напуганным явился на станичный сбор к находившемуся там своему Наказному Атаману.
Но то, что произошло, никто не ожидал.
Когда к его Вы-ву подошёл N, генерал, сняв папаху, низко поклонился казаку и от лица войска поблагодарил за труды по устройству хорошего сада.
Затем, обласкав казака, генерал некоторое время расспрашивал о хозяйстве и, в конце концов, пообещал своё содействие в улажении между ним и обществом возникшего спора.
Подобная черта в характере почившего генерала привлекала к нему всё население области, верившее Я. Д., что всё хорошее в нём всегда встретит поддержку и помощь.
Благодаря гуманности и отсутствию черствого формализма, особенно плодотворное развитие деятельности городских самоуправлений принадлежит также ко времени управления областью генерала Маламы, никогда не ставившего ненужных преград развитию общественной инициативы и деятельности городских управлений, в памяти которых имя покойного начальника области не умрёт никогда.
Помимо природного чутья и такта, генерал обладал прекрасным благородным чувством уважать мнения всех соприкасавшихся с ним людей и благодаря вероятно этому обстоятельству всегда окружал себя прекрасными, деятельными работниками.
Какой любовью и уважением пользовался генерал Я. Д. Малама на Кубани, показали проводы его Пр-ва в Тифлис — всё население области выразило тогда чувства сожаления, проводив любимого начальника области знаками вещественного внимания и сердечных изъявлений.
Генерал Я. Д. Малама, будучи в Тифлисе и в Петербурге, никогда не порывал связи с Кубанской областью и всегда всем, чем мог, оказывал помощь и сочувствие.
Со смертью Я. Д. Маламы справедливо будет сказать, что ушёл от жизни видный государственный деятель России. Честный и высоко развитый, с достоинством носивший высокую власть, доверенную ему Государем, которой он пользовался только для блага всей родины и того населения, которому служил.
Такие имена не забываются не только в одной области, но и во всём отечестве. Дай Бог, чтобы в некролог каждого деятеля с чистой совестью можно было написать такие строки.
Мир праху твоему, безупречный государственный деятель и хороший, в лучшем смысле этого слова, человек.
От Кубанского войска на гроб почившего особой депутацией из чинов Конвоя Его Величества по поручению Наказного Атамана генерал-лейтенанта М. П. Бабыча возложен был серебряный венок.
Похороны генерала состоялись 30 декабря [12 января н.ст.] в его имении [в фамильном склепе имения «Незабудкино»], в Екатеринославской губернии.
Д. Подчищаев
В память о генерале Маламе центральный проспект г. Анапы в Кубанском крае был назван в честь его имени, а именно — Маламинским проспектом. В честь генерала названо село Маламино (Успенский район Краснодарского края).

### Траур[10]
Вчера в церкви Благовещения Л-Гв. Конного полка состоялось отпевание скончавшегося ген.-от-кав. Я. Д. Малама. Для отдания воинских почестей построился л.-гв. Атаманский полк с хором трубачей и штандартом, при артиллерии. По окончании отпевания гроб вынесли из церкви, музыка играла «Коль славен». Процессия направилась на Николаевский вокзал. В тот же день с поездом тело отправлено в Екатеринославскую губернию, где и будет предано земле в имении «Незабудкино». Среди присутствовавших на отпевании: товарищ министра торговли т. с. Коновалов, начальник Генерального штаба Жилинский, Сандецкий, Салтанов, Ставровский, Янушковский, Гершельман, сенатор Гусаковский, Фрезе, Яцкевич и др. На гроб Я. Д. Малама возложено много венков.
Генерал Малама оставил своей службой в Кубанском Войске и особенно во время войны с турками столь добрую память, что кубанцы сложили о нём песню, ставшую полковой песней 1-го Горско-Моздокского полка Терского Казачьего Войска.

Вечер тихий, непогожий (песня о полковнике Маламе)
Вечер тихий, непогожий,
По ущельям, по скалам,
Ветерок свистал холодный,
Ще-й со снегом пополам.
Ще-й со снегом пополам,
По ущельям, по скалам...
Там по бережку холмистом
Путь-дороженька легла.
Путь-дороженька легла...
Освещала ту дорожку
Чуть заметная луна.
Чуть заметная луна...
Той дорожкой проезжали,
Да, на пост Братский казаки.
На пост Братский казаки...
Бурки чёрные мелькали,
Ще-й белели башлычки...
Вот догнал казак с приказом,
Он догнал и передал...
Он догнал и передал...
Шоб Морозов, сотник, разом
Весь Хопёрский полк собрал.
Полк собрался пред рассветом,
Не прошла ночная мгла...
Встретил ласковым приветом
Нас полковник Малама.
Он поздравил нас с походом
И повёл за Арапчай,
И подвинул за собою
Весь наш полк в Турецкий край.
И в залог грядущей славы,
Без стрельбы и суеты,
Тотчас после переправы
Да, снял турецкие посты.
Турки все беспечно спали,
Им не снилось про войну,
А проснувшися узнали:
Очутились все в плену.
И майор наш, славный Пивень,
С них оружие поснял,
Малама же их, злодеев,
Как баранов в плен погнал.
Две последние строки куплетов повторяются. Запись 1896 г.
— 